# إيرل كونراد
إيرل كونراد (بالإنجليزية: Earl Conrad)‏ هو مؤرخ وكاتب أمريكي، ولد في 17 ديسمبر 1912 في أوبورن في الولايات المتحدة، وتوفي في 17 يناير 1986.